# Herr des Chaos
Herr des Chaos ist der sechste von vierzehn Romanen (in der deutschen Erstausgabe sind es 37) in der High-Fantasy-Saga Das Rad der Zeit des US-amerikanischen Autors  Robert Jordan. Er wurde erstmals 1994 als Lord of Chaos veröffentlicht. 1995 wurde er für den Locus Award nominiert. Auf Deutsch ist der Roman in vier Teilen, Die Fühler des Chaos, Stadt des Verderbens, Die Amyrlin und Die Hexenschlacht, in der Übersetzung durch Karin König und Uwe Luserke 1996, 1997 und 1998 bei Heyne erschienen. Eine Gesamtübersetzung unter dem Titel Herr des Chaos erschien 2011 bei Piper.
Es ist das erste Buch der Reihe, das einen Epilog hat.

## Handlung
Da viele der Siegel seines Gefängnisses gebrochen sind, hat der Dunkle König an Macht gewonnen. Er verursacht eine globale Erwärmung, belebt die Verlorenen Aginor und Balthamel als Osan’gar und Aran’gar wieder und erschafft Shaidar Haran, seine Myrddraal Inkarnation.
Als Reaktion auf Rand al’Thors Amnestie für männliche Machtlenker schwört Mazrim Taim ihm die Treue. Zusammen bilden sie den Schwarzen Turm, der männliche Lenker, die sich Asha’man nennen, ausbildet. Rand wird diplomatisch sowohl von den Rebellen-Aes Sedai in Salidar umworben, die einen Gesandten nach Caemlyn entsenden, als auch von den Aes Sedai der Weißen Burg, die ebenfalls Gesandte (von denen viele tatsächlich Black Ajah sind) nach Cairhien schicken. In einem erfolglosen Versuch, Rand zu kontrollieren, bindet Alanna Mosvani von den Rebellen-Aes Sedai Rand als ihren Wächter gegen seinen Willen. Außerdem trifft sich Min Farshaw, die mit den Salidar Aes Sedai gereist war, mit Rand wieder und gibt ihm die dringend benötigte emotionale Unterstützung. Rand entdeckt später Salidars Aufenthaltsort und schickt Mat Cauthon dorthin, um Elayne Trakand zurückzuholen, die an seiner Stelle Caemlyn und Cairhien regieren wird.
Perrin Aybara verlässt die Zwei Flüsse, um sich Rand in Caemlyn anzuschließen.
Die abgesetzte Königin von Andor, Morgase Trakand, geht nach Amadicia, um Hilfe bei der Rückkehr auf den Thron zu erhalten, wird jedoch stattdessen vom Kommandierenden Lordhauptmann der Kinder des Lichts, Pedron Niall, gefangen genommen.
In Salidar haben Elayne und Nynaeve al’Meara dank Moghedien, eine der Verlorenen, die sie heimlich gefangen halten, zahlreiche magische Entdeckungen gemacht. Am wichtigsten ist, dass Nynaeve Siuan Sanche, Leane Sharif und Logain Ablar heilt und ihre Fähigkeiten zum Kanalisieren der Einen Macht wiederherstellt. Egwene al’Vere wird die Amyrlin der Rebellen Aes Sedai genannt und reist über Tel’aran’rhiod nach Salidar. Bei ihrer Ankunft erhebt sie Nynaeve und Elayne inoffiziell zu Aes Sedai und schickt sie und Aviendha nach Ebou Dar, um nach einem Ter’angreal namens "Schale der Winde" zu suchen, mit diesem Ter’angreal ist es möglich das Wetter zu kontrollieren. Mat kommt zu dieser Zeit und geht widerstrebend mit ihnen. Nach ihrer Abreise arrangiert Egwene heimlich die Flucht von Logain, der dann zur Schwarzen Burg geht. Die Schwarze Burg ist der Sammelpunkt der männlichen Lenker von Saidar, dem männlichen Gegenstück von Saidin. Beides sind die Ausprägungen der Einen Macht, jeweils männlich bzw. weiblich. 
Kurz nachdem Perrin sich ihm anschließt, wird Rand von Elaida a’Roihans Aes Sedai gefangen genommen, die ihn auf dem Weg nach Tar Valon foltern. Als Perrin von der Entführung erfährt, führt Perrin Rands Anhänger in die klimatische Schlacht bei den Brunnen von Dumai. Am Ende des Kampfes sind die Rebellen-Aes Sedai gezwungen, dem wiedergeborenen Drachen Treue zu schwören, während die überlebenden Aes Sedai aus der Weißen Burg in Gefangenschaft bleiben.

## Die Schlacht bei den Brunnen von Dumai

### Truppen
Rands Entführer
- 39 Aes Sedai der Weißen Burg, angeführt von Galina Casban: 15 Rote, 12 Weiße, 10 Grüne, 1 Graue, 1 Braune (darunter vier bekannte Schwarze Schwestern)
- 582 Jünglinge, angeführt von Gawyn Trakand
- ca. 40.000 Shaido Aiel angeführt von Sevanna
- etwa 300 Weise Frauen der Jumai-Septime, die alle die Macht lenken können

Rands Befreier
- ca. 1000 Wölfe, angeführt von Perrin Aybara
- 300 Männer aus den Zwei Flüssen, angeführt von Dannil Lewin
- 500 Männer aus Cairhien, angeführt von Dobraine Taborwin
- 200 Geflügelte Garden aus Mayene, angeführt von Havien Nurelle
- 200 Asha’man, angeführt von Mazrim Taim
- 9 Rebellen-Aes Sedai
- 94 Weise Frauen der Aiel, angeführt von Sorilea
- ca. 6000 Aiel, angeführt von Rhuarc, dem Clanhäuptling der Taardad
  - 5000 Siswai’aman – „Speere des Drachen“
  - 1000 Far Dareis Mai – „Töchter des Speers“
- Loial

### Verlauf der Schlacht
Anfangs befinden sich die Pro-Rand-Armeen auf einem Bergrücken um die Brunnen von Dumai. Die Shaido haben die Aes Sedai verraten und haben eine Gruppe von Wagen umzingelt, auf denen sich die Aes Sedai befinden, und versuchen erfolglos, ihre Verteidiger zu überwältigen, um Rand al'Thor für sich selbst zu entführen wenn die Pro-Rand-Truppen eintreffen.
Die Männer der Zwei Flüsse, Cairhiener, Aiel und die Geflügelte Garden sollen in das Tal nach einem Angriff von Wölfen, mit Perrin Aybara an ihrer Spitze. Die Salidar Aes Sedai und Weisen Frauen sollen oben auf dem Bergrücken bleiben. Im Kampf sieht Perrin jedoch einige Salidar Aes Sedai kämpfen.
Die Pro-Rand-Streitkräfte kämpfen sich in die Schlacht rein, aber gegen eine weitaus überlegene Zahl können sie nicht sehr weit vordringen, bevor sie nicht mehr weiterkommen. Inmitten der Schlacht reisen etwa 200 Asha'man angeführt von Mazrim Taim zu den Brunnen von Dumai, tauchen aus ihren Toren auf und töten sofort alle Shaido, die sie sehen. Sie sind maßgeblich daran beteiligt, das Blatt in der Schlacht zu wenden.
Als drei der Aes Sedai aus der Weißen Burg, die Rand abschirmen, gehen, um sich der Schlacht anzuschließen. Rand al'Thor schafft es dank der Hilfe von Lews Therin Telamon, den Schild zu durchbrechen, erreicht Saidin und bricht aus der Truhe aus, in der er gefangen war. Er bringt alle drei Aes Sedai zum Schweigen, so dass sie die Eine Macht nicht mehr erreichen können, die ihn bewacht haben. Rand findet Min Farshaw unter Teilen der explodierten Truhe, aber sie ist unverletzt. Er durchtrennt ihre Fesseln und führt sie in die Schlacht. Rand schlägt dann weitere Aes Sedai bewusstlos und schirmt weitere Aes Sedai aus ihren Reihen ab, wodurch ihre Verteidigung gegen die Shaido und ihre Weisen Frauen geschwächt wird. Da er Saidin, die männliche Seite der Einen Macht, verwendet, können sie ihn nicht entdecken. Gawyn Trakand reitet heran und will Min mitnehmen, aber sie weigert sich. Sie erzählt Gawyn, dass seine Schwester Elayne Trakand Rand liebt; Gawyn glaubt Gerüchten, die besagen, dass Rand seine Mutter getötet hat, und schwört, dass er Rand eines Tages sterben sehen wird, bevor er abzieht und sich mit seinen Jünglingen zurückzieht.
Die 200 Asha'man erschaffen eine Luftkuppel um die Wagen herum, um die verbleibenden Shaido Aiel draußen zu halten. Einige Asha'man halten 23 Aes Sedai aus der Weißen Burg als Geiseln. Einige von Rands Verbündeten befinden sich in der Kuppel; Perrin und Loial sind zwei solcher. Der Rest seiner Verbündeten (z. B. mehrere Weisen Frauen und Rhuarc den Clanhäuptling der Taardad Aiel) sind außerhalb der Kuppel und kämpfen immer noch. Der Schild kann nicht hochgezogen werden, um seine Verbündeten aufzunehmen, ohne den Shaido hereinzulassen.
Also befiehlt Rand den Asha'man, an Sevanna (stellvertretende Clanchefin der Jumai-Septime der Shaido) "eine Nachricht zu senden". Er hofft, dass seine Verbündeten, die sich außerhalb der Kuppel befinden, sehen, was passiert, und entkommen, bevor sie verletzt werden. Mazrim Taim, der M'hael, befiehlt dem Asha'man, die Kuppel um zwei Spannen anzuheben. Die Shaido Aiel, die sich jetzt in der Kuppel befinden, werden dann getötet, da sie buchstäblich explodieren, wenn die Gewebe der Asha'man sie berühren. Ein "Rollender Ring aus Erde und Feuer" bewirkt, dass der Boden um die Kuppel herum aufplatzt und Feuer aus seinen Rissen strömt. Die Shaido, jetzt verängstigt, brechen aus und rennen, tausende Tote werden in ihrem Kielwasser zurückgelassen.
Nach der Schlacht kommen die neun Salidar-Aes Sedai, um Rand zu gratulieren. Rand ist jedoch verärgert, dass die Salidar-Aes Sedai seine Befehlen missachteten, mehr als die zugeteilte Anzahl von Schwestern mitzubringen, und bietet ihnen die Wahl, entweder wie die Burg-Aes Sedai behandelt zu werden, die von den Asha'man gefangen gehalten wurden, oder ihm den Treueid zu schwören. Unterstützt durch die eine Macht und Taims Drohungen knien sie schließlich nieder und schwören einen Gefolgschaftseid.

## Ausgaben
- Lord of Chaos. Tor, 1994, ISBN 0-312-85428-5.
  - Die Fühler des Chaos. Heyne, 1996, ISBN 3-453-10978-3.
  - Stadt des Verderbens. Heyne, 1997, ISBN 3-453-11940-1.
  - Die Amyrlin. Heyne, 1997, ISBN 3-453-11952-5.
  - Die Hexenschlacht. Heyne, 1998, ISBN 3-453-12686-6.
  - Gesamtübersetzung: Herr des Chaos. Piper, 2011, ISBN 978-3-492-70236-2.